# Niederländische Staatsbürgerschaft

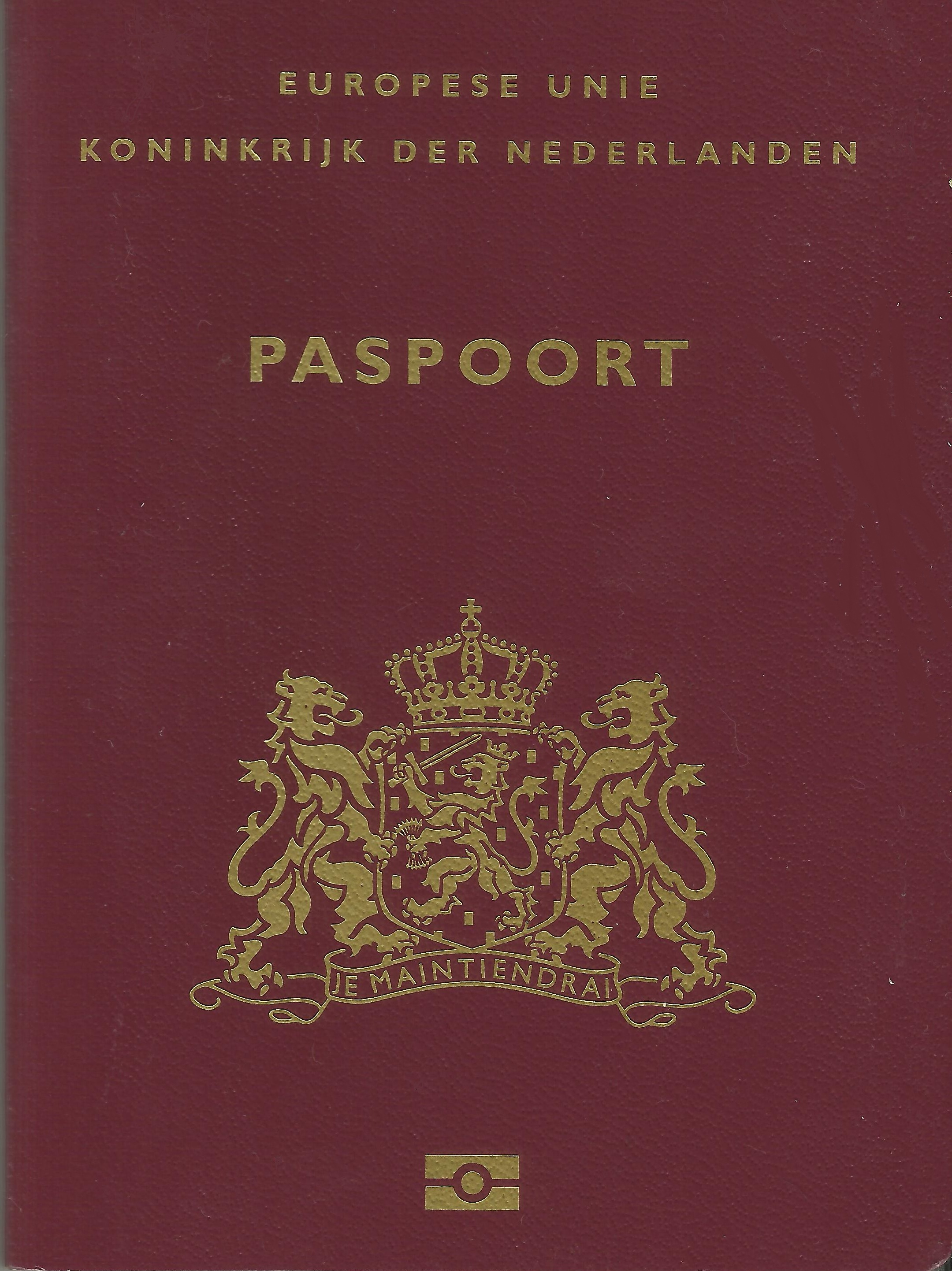
Reisepass des Königreichs der Niederlande

Nachweis zur niederländischen Staatsangehörigkeit aus dem Jahr 1936

Die niederländische Staatsbürgerschaft (niederländisch Nederlanderschapⓘ) ist die Staatsangehörigkeit zum Königreich der Niederlande. Erworben wird sie in den meisten Fällen dadurch, dass der Betroffene mindestens einen niederländischen Elternteil hat (Abstammungsprinzip). Das Geburtsortsprinzip wird im Königreich der Niederlande nur in Ausnahmefällen (z. B. Findelkinder) angewendet. Die Staatsangehörigkeit kann auch durch Naturalisation (Einbürgerung) erlangt werden. Eine vereinfachte Prozedur ist die „Option.“ Sie gilt zum Beispiel für Menschen, die im Königreich der Niederlande geboren wurden und zusätzlich bestimmte Bedingungen erfüllen.
Der Besitz der Staatsangehörigkeit wird mit dem Nachweis zur niederländischen Staatsangehörigkeit (verklaring omtrent het bezit van het Nederlanderschap / bewijs van Nederlanderschap), einem Reisedokument (reisdocument) oder dem niederländischen Personalausweis (identiteitskaart) im Sinne des Art. 15 Abs. 4 des Gesetzes Rijkswet op het Nederlanderschap (RWN) nachgewiesen.

## Historisches
Während der Herrschaft von Louis Bonaparte wurde 1809/11 das französische Zivilgesetzbuch, der Code Napoléon, eingeführt. Dieser enthielt auch die Regeln über Staatsbürgerschaft, die auf dem Abstammungsprinzip basierten. Es galt bis 1838. Im neuen Buergelijk Wetboek regelte man die Staatsangehörigkeit ähnlich wie zuvor. Es gab (auch) eine Geburtsortsregelung, die geschlechtsneutral einschließlich der Kolonien galt. Im abgespaltenen südlichen Reichsteil, seit 1830 bekannt als Belgien, galt der Code Napoléon bis 1909.
Ein separates Staatsbürgerschaftsgesetz erließ man 1850. Wichtige Neuerung war, dass nun in den Kolonien geborene Kinder von niederländischen Bürgern nicht mehr Staatsangehörige wurden. Zugleich wurden aber Kinder von Ausländern, die im europäischen Reichsteil lebten, ab Geburt Niederländer (ius soli). Ein Verlustgrund war ein fünfjähriger Auslandsaufenthalt ohne Heimkehrabsicht. In Verbindung mit anderen Gesetzen ergab sich bis 1893 die Situation, dass eine Person zwar vom zivilrechtlichen Standpunkt Bürger war, aus Sicht des öffentlichen Rechts aber nicht (mehr), d. h. er hatte dann z. B. kein Wahlrecht.

### Staatsangehörigkeitsgesetz 1892
Das Gesetz Wet op het Nederlanderschap en het ingezetenschap vom 12. Dezember 1892 trat zum 1. Juli 1893 in Kraft und blieb mit Änderungen bis 1984 gültig. Es galt zunächst nur im europäischen Reichsteil.
Einer seiner Grundsätze war der damals international übliche der „Familieneinheit,“ d. h. die Nationalität einer Ehefrau und eventueller Kinder folgte der des Mannes. Die Niederlande gehörten auch zu den Erstunterzeichnern des Haager Eheschließungsabkommen vom 12. Juni 1902. Geschiedene Frauen konnten innerhalb eines Jahres nach Eheende durch Erklärung ihre Staatsbürgerschaft wiederaufnehmen. 1953 führte man das doppelte ius soli für Kinder ausländischer Väter ein, wenn dieser ein uneheliches Kind einer Niederländerin gewesen war. Bis 1963 wurden Ausländerinnen bei Heirat automatisch eingebürgert. Ab 1964 waren Frauen in Staatsangehörigkeitssachen autonom. Hatten sie aufgrund der älteren Regeln ihre Staatsangehörigkeit verloren konnten sie durch einfache Anzeige innerhalb eines Jahres diese wieder erlangen.
Einige der von der Londoner Exilregierung 1940–45 erlassenen Notverordnungen konnten Auswirkungen auf die Staatsangehörigkeit haben. Für einheiratende deutsche, italienische und japanische Frauen wurde der Automatismus bis 1950 abgeschafft. Danach hatten sie entweder ein Jahr im Lande zu leben oder mussten fünf Jahre verheiratet sein.
Einbürgerungsbewerber hatten alles zu tun, um ihre alte Staatsangehörigkeit aufzugeben. Für sie galt auch eine Mindestaufenthaltsdauer von fünf Jahren. Die jeweilige Verleihung erfolgte in Form eines Parlamentsbeschlusses. Die Gebühren waren hoch. Vor dem Ersten Weltkrieg wurden fast nur Belgier und Deutsche eingebürgert.
Ab 1933, als die Zahl der Anträge vor allem aus Deutschland anstieg, überprüfte das Justizministerium den Hintergrund der Antragsteller gemäß dessen Selbstauskunft („Staten van Inlichtingen“). Tatsächlich gewährt wurden Einbürgerungen meist erst, wenn fünfzehn Jahre Wohnsitz nachgewiesen wurden, und wenn solide wirtschaftliche Verhältnisse vorlagen. Diese Praxis blieb bis 1953 üblich. Vor 1965 hatte jede Einbürgerung einen „Nutzen für den Staat“ zu haben. Durch persönliche Vorladung bei Polizei und im Rathaus wurden auch die Sozialisierung und Sprachkenntnisse des Kandidaten geprüft.
Seit 1976 dürfen auch Personen eingebürgert werden, die „eine starke Bindung an die Niederlande“ nachweisen können. Als solche definierte man ehemalige Niederländer und Indonesier (bzw. „Mischlinge“), die keine Option ausgeübt hatten, in Europa lebende Surinamer sowie ehemalige Niederländer, denen die Staatsangehörigkeit entzogen worden war, weil sie in der Waffen-SS gedient hatten.
Seit 15. Juni 1977 erfolgen, mit wenigen Ausnahmen, Einbürgerungen nicht mehr durch das Parlament, sondern durch den Justizminister. Hierdurch verkürzte sich die Bearbeitungsdauer, die zuvor um zwei Jahre betragen hatte. Gegen Ablehnungen stand nun der Gerichtsweg offen.
Als automatische Verlustgründe im Gesetz 1892 waren vorgesehen
- die nicht ausgeübte Option eines im Ausland Geborenen und Lebenden innerhalb zehn Jahren nach Volljährigkeit
- ungenehmigter Eintritt in eine ausländische Beamtenstelle oder Wehrmacht,[4] was vor allem im spanischen Bürgerkrieg Kämpfende und Freiwillige der Waffen-SS staatenlos machte
- Vaterschaftsanerkennung durch einen Ausländer. Lange umstritten blieb die Staatsangehörigkeit unehelicher Kinder einer Inländerin, die von einem ausländischen Vater anerkannt wurden. Seit 1908 ging das Justizministerium davon aus, dass die Kinder dadurch ihre Staatsangehörigkeit wechselten. Gerichtsurteile des Hooge Raad von 1920 sahen dies anders, bis dieser 1935 ebenfalls diese Haltung einnahm.[5]

### „Wird wie ein Niederländer behandelt“
Eine besondere Regelung gab es für Deutsche, die in den westdeutschen Gebieten, Wyler-, Selfkant- sowie Elten-Gebiet lebten. Diese Gebiete waren von 1949 bis 1963 niederländisch besetzt. Die Deutschen dort erhielten Ausweispapiere mit dem Eintrag „Deutscher. Wird wie ein Niederländer behandelt.“ Sie waren rechtlich damit Staatsbürgern gleichgestellt, hatten aber kein Wahlrecht und mussten keinen Wehrdienst leisten.
Im Jahr 1960 wurde zwischen beiden Staaten ein Ausgleichsvertrag ausgehandelt. Die Regeln zur Staatsangehörigkeit führten 1963 bei der Rückgabe der Gebiete dazu, dass 23 Personen die Staatsbürgerschaft wechselten.
Mit Wirkung zum 1. Januar 1978 erhielten die staatenlos in verschiedenen Lagern lebenden Molukker den besagten Status. In ihren Pässen fand sich der Eintrag „gemäß dem Gesetz vom 9. September 1976“.

## Staatsangehörigkeitsgesetz 1984
Das Gesetz Rijkswet op het Nederlanderschap ersetzte 1984 das alte. Inkrafttreten war zum 1. Januar 1985 bzw. für Kap. 6 zum 1. Oktober 1986. Nötig geworden war die Neufassung, um die Gleichberechtigung sowie die Regeln der Staatenlosenkonventionen umzusetzen. Es war auch ein Zeichen der damals versuchten Integrationspolitik. Einbürgerung sollte Ansporn zur Integration sein. Seit 2003 sieht man demgegenüber den Erhalt der Staatsangehörigkeit als „Belohnung“ für eine gelungene Anpassung (Integration) an, die seitdem auch durch Sprachtest nachzuweisen ist.
Grundlegende Rechtslage
Wer niederländischer Staatsbürger ist, ist in verschiedenen Rechtsnormen geregelt.
- Das Statuut voor het Koninkrijk der Nederlanden (Statuut) regelt, dass die Staatsangehörigkeit eine Angelegenheit des Königreichs der Niederlande ist. Die einzelnen Länder des Königreichs können daher nicht selbständig über die Staatsangehörigkeit bestimmen.[9]
- Das Gesetz Grondwet (Gw) bestimmt, dass durch Gesetz geregelt wird, wer niederländischer Staatsbürger (Nederlander) ist.[10]
- Das Gesetz Rijkswet op het Nederlanderschap (RWN) regelt, wie die niederländische Staatsangehörigkeit erworben werden kann.[11] Vor redaktionellen Änderungen abgesehen, änderte man das Gesetz 2003 (in Kraft 2005), Anfang 2010 und 2018.[12]
- Das Gesetz über die Reisepässe bestimmt, dass nur Niederländern ein solches Dokument ausgestellt werden darf.

Europäische Union
Alle niederländischen Staatsbürger sind Unionsbürger. Die Freizügigkeit und andere EU-Rechte von nicht-niederländischen Unionsbürgern sind jedoch in Bezug auf die karibischen niederländischen Gebiete eingeschränkt.

### Erwerb der Staatsangehörigkeit
Die meisten Niederländer haben ihre Staatsangehörigkeit durch Automatismus erhalten, in der Regel dadurch, dass ihre Eltern bereits niederländische Staatsangehörige waren. Andere Menschen können die Staatsangehörigkeit beantragen. Der allgemeinere Weg ist die sogenannte Naturalisation, bei der gewisse Voraussetzungen erfüllt sein müssen. Wer bestimmte weitere Voraussetzungen erfüllt, kann über eine sogenannte Option eingebürgert werden. Die Option ist der deutlich leichtere Weg.
Nicht mit dem Erwerb der Staatsangehörigkeit zu verwechseln ist die inburgering. Dieser Ausdruck bedeutet wörtlich „Einbürgerung“, ist aber eher als „Integration“ zu übersetzen. Gemeint ist, dass die betreffende Person Integrationskurse über die niederländische Gesellschaft und Kultur besucht hat. Nach einer Prüfung erhält man darüber eine Bescheinigung als Nachweis für die Integration. Dieser Nachweis ist aus mehreren Gründen bedeutsam:
- Manche Einwanderergruppen sind verpflichtet, diesen Nachweis innerhalb einer bestimmten Frist zu erbringen.
- Durch den Nachweis kann man seinen Aufenthaltsstatus verbessern (sicherer machen).
- Man benötigt diesen Nachweis, wenn man die niederländische Staatsangehörigkeit durch Naturalisation erwerben will.

Wer durch Naturalisation oder Option Niederländer werden will, muss an einer Zeremonie teilnehmen. Dies ist seit 1. Oktober 2003 Pflicht. Wer die Zeremonie versäumt, kann innerhalb eines bestimmten Zeitraums an einer folgenden Zeremonie teilnehmen. Ansonsten muss die Betroffene die rechtliche Prozedur wiederholen. Seit dem 1. März 2009 muss die Betroffene auf der Zeremonie eine verklaring van verbondenheid (Verbundenheit mit den Niederlanden, Loyalitätserklärung) ablegen. Die Gemeinden sind darin frei, wie oft sie solche Zeremonien anbieten. Zumindest muss eine am Verfassungstag abgehalten werden, dem 15. Dezember.

#### Durch gesetzlichen Automatismus
Der Erwerb der Staatsangehörigkeit geschieht „von Rechts wegen“ normalerweise auf der Grundlage des Abstammungsprinzips. Dazu müssen bestimmte Voraussetzungen erfüllt sein (Art. 3 bis 5c RWN).
- Durch Geburt erwirbt ein Kind die niederländische Staatsangehörigkeit, wenn mindestens ein Elternteil zu dieser Zeit niederländischer Staatsbürger ist.
Ein nichtehelich geborenes Kind eines niederländischen Vaters und einer nicht-niederländischen Mutter erwirbt sie nur dann, wenn es vor der Geburt vom Vater anerkannt wurde. Bis 1. April 2003 erwarb ein Kind auch die niederländische Staatsangehörigkeit bei Vaterschaftsanerkennung nach der Geburt. Bis dahin waren Kinder nur dann automatisch niederländische Staatsbürger, wenn deren Vater Niederländer war. Vom 1. April 2003 bis 1. März 2009 konnte ein Kind, das vor der Geburt nicht anerkannt wurde, die niederländische Staatsangehörigkeit über das Optionsverfahren oder mit einem Beweis über die Vaterschaft durch ein Gerichtsverfahren erwerben. Im letzten Fall galt der Erwerb rückwirkend ab der Geburt. Seit dem 1. März 2009 erwirbt ein Kind bis zur Vollendung des 7. Lebensjahres bei Anerkennung durch den Vater wieder automatisch die niederländische Staatsangehörigkeit. Für ein Kind, das 7 Jahre alt oder älter ist, muss eine gültige DNA-Analyse durchgeführt werden.
- Ein Findelkind, das auf dem Staatsgebiet des Königreichs oder auf einem Seeschiff oder in einem Luftfahrzeug, das im Bereich des Königreichs zugelassen ist, aufgefunden wird, ist Niederländer (Ausnahmefall, hier: Geburtsortsprinzip), außer wenn innerhalb von fünf Jahren nach dem Fund festgestellt wird, dass das Kind durch Geburt eine andere Staatsangehörigkeit besitzt.
- Durch Geburt auf dem Staatsgebiet des Königreichs (Ausnahmefall; hier: Geburtsortsprinzip) erwirbt ein Kind die niederländische Staatsangehörigkeit, wenn
  - mindestens ein Elternteil zu dieser Zeit seinen Hauptwohnsitz im Königreich hat und
  - mindestens ein Elternteil dieses Elternteils (ein Großelternteil des Kindes also) zum Zeitpunkt der Geburt des Elternteils seinen Hauptwohnsitz im Königreich hatte.
- Durch Adoption erwirbt ein Kind die niederländische Staatsangehörigkeit, wenn mindestens ein Adoptivelternteil zu dieser Zeit niederländischer Staatsbürger ist.

#### Durch Naturalisation

Bekanntmachung des Erwerbs der Staatsangehörigkeit durch Erteilung (2009)

Der Erwerb der Staatsangehörigkeit durch Erteilung geschieht auf der Grundlage der Naturalisation. Wer durch Naturalisation die niederländische Staatsbürgerschaft erwerben möchte, muss grundsätzlich eine Reihe von Voraussetzungen erfüllen (Art. 7 bis 13 RWN), unter anderem:
- Er muss volljährig (18 Jahre oder älter) sein.
- Er muss eine unbefristete Aufenthaltsgenehmigung oder eine befristete Aufenthaltsgenehmigung mit einem nicht-temporären Aufenthaltszweck in einem Land des Königreichs besitzen.
- Er muss vor seinem Antrag mindestens fünf Jahre berechtigt und ununterbrochen in einem Land des Königreichs seinen Hauptwohnsitz haben.
- Er muss durch formelle Sprach- und Sozialkundetest[13] eine ausreichende Integration in die niederländische Gesellschaft nachweisen. Ausnahmen gelten für Molukker und Personen mit niederländischem Sekundarschulabschluss.
- Er darf sich während einer bestimmten Zeit vor seinem Antrag bestimmter Delikte nicht strafbar gemacht haben.

Ein Antragsteller ist gehalten, auf seine bisherige Staatsangehörigkeit zu verzichten. Das Gesetz enthielt 1984 noch Regeln, die der Vermeidung von Mehrstaatlichkeit dienen sollten. Die Verwaltungspraxis tolerierte 1991–96 Doppelstaatlichkeit uneingeschränkt. Eine Gesetzesänderung, um die Regeln 1996 ganz aufzuheben, fand keine Parlamentsmehrheit. Sie blieben daher bis zur Gesetzesänderung 2000 (in Kraft 2003), als man neue Kriterien formulierte, in Gebrauch.
Bis 1988 kümmert sich die Fremdenpolizei um Sicherheitsüberprüfungen, seitdem nimmt die Gemeinde Rücksprache. Seit 1994 werden Anträge beim Standesamt eingereicht. Laut Gesetz müssen Anträge innerhalb eines Jahres entschieden werden. Seit 2003 hat der Bürgermeister der Wohngemeinde ein Einspruchsrecht, wenn vermutet wird, der Betreffende könne eine Gefahr für öffentliche Sicherheit oder Moral darstellen. Die Vorschrift über vier Jahre Straffreiheit gilt analog.

#### Durch „Option“
Der Erwerb der Staatsangehörigkeit durch „Option“ ist eine erleichterte Form der Naturalisation, bei der bestimmte Bedingungen erfüllt sein müssen (Art. 6 bis 6a RWN). Davon begünstigt sind beispielsweise
- volljährige Nicht-Niederländer, die im Königreich geboren sind und seitdem ihren Hauptwohnsitz dort haben (1985–2003 war die Option bei einem Alter von 18–25 Jahren auszuüben),
- Nicht-Niederländer, die im Königreich geboren sind, dort seit mindestens drei Jahren eine Aufenthaltsgenehmigung und ihren Hauptwohnsitz haben, und seit der Geburt staatenlos sind,
- minderjährige Nicht-Niederländer, die zwar von einem niederländischen Elternteil anerkannt worden sind, aber nicht Niederländer geworden sind, wenn sie mindestens drei Jahre vom betreffenden Elternteil betreut und erzogen worden sind,
- Nicht-Niederländer, die seit mindestens drei Jahren einen niederländischen Ehepartner (oder registrierten Partner) haben und seit mindestens fünfzehn Jahren im Königreich eine Aufenthaltsgenehmigung und den Hauptaufenthalt haben und
- Nicht-Niederländer, die mindestens 65 Jahre alt sind und seit mindestens fünfzehn Jahren im Königreich eine Aufenthaltsgenehmigung und den Hauptaufenthalt haben.
- Minderjährige werden mit ihren Eltern eingebürgert. Sind sie 12 oder älter werden sie angehört.

Ein Kandidat darf in den vier Jahren davor nicht im Gefängnis gewesen sein oder eine hohe Geldbuße auferlegt bekommen haben, oder mit mehr als einem Ehepartner verheiratet sein. Kandidaten, die mindestens 16 Jahre alt sind, müssen am Ende der Optionsprozedur an einer Zeremonie zum Erwerb der Staatsangehörigkeit teilnehmen, bei der sie die Loyalitätserklärung (verklaring van verbondenheid) ablegen müssen.
Das Verfahren, das seit 2003 gebührenpflichtig ist, dauert drei Monate und ist damit kürzer als die einjährige Prozedur der Naturalisation. Außerdem ist der Antrag auf Option für den Antragsteller mit deutlich geringeren Kosten verbunden als der Antrag auf Naturalisation.

### Verlust der Staatsangehörigkeit

#### Durch gesetzlichen Automatismus
Niederländer können auf ihre Staatsbürgerschaft freiwillig verzichten (Art. 15 Abs. 1b RWN). Außerdem verlieren sie die niederländische Staatsbürgerschaft automatisch, wenn sie freiwillig eine andere Nationalität annehmen (Art. 15 Abs. 1a RWN). Ausnahmen gelten (Art. 15 Abs. 2 RWN), wenn man
- im anderen Lande geboren wurde und dort bei Erhalt der dortigen Staatsbürgerschaft seinen Hauptwohnsitz hat
- vor Erreichen der Volljährigkeit zumindest fünf Jahre ununterbrochen im anderen Land seinen Hauptwohnsitz hat
- einen Ehepartner mit jener Nationalität hat, die man freiwillig annimmt
- es sich um die Staatsangehörigkeit eines anderen Mitgliedsstaates der EU handelt

Ein Niederländer, der gleichzeitig eine fremde Staatsangehörigkeit besitzt, verliert die niederländische Staatsangehörigkeit außerdem automatisch, wenn er mehr als zehn Jahre außerhalb des Königreichs oder der Europäischen Union seinen Hauptwohnsitz hat und eine Anmeldung versäumt hat. Seit 2003 kann dies verhindert werde, wenn ein Reisedokument oder der Personalausweis regelmäßig verlängert wird (Art. 15 Abs. 1c RWN).
Weitere Regeln gelten für Minderjährige (Art. 16 RWN). Sie verlieren die Staatsbürgerschaft, wenn eine Vaterschaft nicht mehr anerkannt wird oder eine Adoption widerrufen wird.

#### Durch Entzug
Der niederländische Staat zieht die Staatsbürgerschaft eines Betroffenen ein, wenn dieser
- sich nach der Naturalisation nicht darum bemüht hat, sich von der alten Staatsbürgerschaft zu trennen (Art. 15 Abs. 1e RWN),
- seit 2003: bei Naturalisation oder Option betrogen hat, zum Beispiel durch eine falsche Identität (Art. 14 Abs. 1 RWN),[18]
- wegen eines Verbrechens, das sich gegen die Sicherheit des Königreichs richtet, wie ein Kriegsverbrechen oder ein Verbrechen mit terroristischer Absicht (seit 1. März 2017 außerdem: Mitgliedschaft in einer terroristischen Organisation), verurteilt wurde (Art. 14 Abs. 2 und 4 RWN) oder
- freiwillig in Streitkräften eines Staates dient, der gegen das Königreich oder einen niederländischen Verbündeten kämpft (Art. 14 Abs. 3 RWN).

## Sonderregeln für überseeische Gebiete
Die Kolonien blieben nach 1892 zunächst ohne eigene staatsangehörigkeitsrechtliche Regelung. Übergangsregeln sorgten jedoch dafür, dass diejenigen, die aufgrund des Zivilgesetzbuches 1838 Bürger waren, diesen Status weiter vererbten, so dass die Bewohner der Niederländischen Antillen Staatsbürger blieben. Am 10. Februar 1910 erging ein Gesetz für Niederländisch-Indien, das gemäß ius soli den entsprechenden Untertanenstatus verlieh. Für die Eingeborenen schuf man den Status eines „nicht-niederländischen niederländischen Untertanen“ („Nederlands onderdaan niet-Nederlander“). Die Vorschrift wurde dann zum 10. Juni 1927 für die anderen Kolonien übernommen. Mit diesem zweitklassigen Status wurden so die nach 1893 aus Indien gekommenen Zuwanderer und ihre Nachfahren naturalisiert. Den Status gab es nach 1951 nur noch in Niederländisch-Neuguinea bis 30. September 1962.
Inselindien
Zwischen 1893 und 1910 waren die nicht-assimilierten Eingeborenen effektiv staatenlos. In Niederländisch-Indien unterschied man nicht wie in Britisch-Indien zwischen Einwohnern der Kolonie (“British subject”) und der Fürstenstaaten (“protected person”), sondern nach den Verwaltungsreformen 1902 zwischen als „Inländern“ („Nederlands onderdaan niet-Nederlander“) bezeichneten (dunkelhäutigen) Eingeborenen einerseits und weißen Europäern und Gleichgestellten (Japanern) sowie Chinesen mit einem kommunalistischen Sonderstatus andererseits. „Assimilierte Eingeborene“ der Kolonien konnten Vollbürgerstatus erwerben. Einzelheiten gehören als Vorläuferregeln zur indonesischen Staatsangehörigkeit.

Der Unabhängigkeitskampf mit verschiedenen Stadien und Verwaltungen entwickelte sich zu einer verwickelten Angelegenheit, die staatsangehörigkeitsrechtlich komplexe Fragen aufwarf. Ein erster Vertrag mit verschiedenen Optionsmöglichkeiten wurde 1949 geschlossen. Etwa 70 Millionen Eingeborenen wurden automatisch Indonesier, eine Viertelmillion hatte die Möglichkeit zur Option, von diesen wählten 13600 Indonesien. Endgültig einigten sich beide Länder erst per Abkommen 1962. Der Übergang Niederländisch-Neuguineas 1961/3 an Indonesien verlief etwas geordneter, wenn auch nicht ganz konfliktfrei.
Gerade die vornehmlich christlichen Bewohner der Süd-Molukken („Ambonesen“), die in den unmittelbaren Nachkriegsjahren bevorzugt für die Kolonialarmee angeworben wurden, musste man zu ihrem Schutz 1950/51 nach Europa evakuieren. Von den 12500–13500 Angekommenen, mit ihren Nachkommen bis 1977 ca. 35000–40000 Personen lebten die meisten als Staatenlose oft jahrzehntelang in Lagern (ehemalige KZ) bzw. ab den 1960 für sie geschaffenen Sozialsiedlungen. Erst durch Gesetzesreform 1977 wurden sie gemäß Vermerk im Ausweis „wie ein Niederländer behandelt.“ Zu dieser Zeit sah man ein, dass es den geplanten unabhängigen Molukkenstaat in absehbarer Zeit nicht geben wird und bemühte sich staatlicherseits um Integration, wenn nicht Assimilation dieser Gruppe. Die meisten Molukker der zweiten und dritten Generation ließen sich einbürgern.
Bis Mitte der 1960er gelangten gut 150.000 weitere Indonesier in die Niederlande. Viele von diesen waren Mischlinge, die sich in Indonesien benachteiligt fühlten. Inwieweit sie niederländische Staatsangehörige sein konnten, hing von der Nationalität ihres Vaters ab. Die meisten hatten jedoch gemäß dem Vertrag von 1949 zumindest einen Optionsanspruch auf die volle niederländische Staatsbürgerschaft (behalten).
Westindien
Erst seit 1951, rückwirkend ab 1949, galt das Staatsbürgerschaftsgesetz von 1892 uneingeschränkt in Surinam. Dessen Gouverneur durfte seit 1953 aus Indonesien Stammende einbürgern. Das Territorium schied 1974 aus dem niederländischen Staatsverband aus. Dort Ansässige aber in Europa Geborenen und deren Kinder erhielten eine Wahlmöglichkeit. In unmittelbarer Folge der Unabhängigkeit übersiedelten 1975–80 etwa ein Drittel seiner Bewohner nach Europa.
Der Status der verbliebenen karibischen Besitzungen, Sint Maarten sowie die „ABC-Inseln“ Aruba, Bonaire und Curaçao haben sich seit der Verfassungsreform 1954 und nach 1985/6 mehrmals geändert. Die lokale Verwaltung ist heute in Fragen des Aufenthaltsrechts autonom. Die Bewohner sind niederländische Vollbürger.
Es gibt im Verwaltungsverfahren zu Staatsbürgerschaftssachen gewisse Unterschiede. So ist seit 2011 nicht mehr nur ein Sprachtest in Papiamentu oder Englisch nötig, Antragsteller müssen auch die sonst verlangten Holländischkenntnisse nachweisen.
Auf den Karibikinseln gibt es auch Investorenprogramme im Rahmen derer Zuwanderer je nach Betrag verschieden lange Aufenthaltserlaubnisse kaufen können, wodurch sie nach fünf Jahren Aufenthalt die Möglichkeit zur Einbürgerung erhalten.

## Statistik
Das Centraal Bureau voor de Statistiek veröffentlicht jährlich statistische Zahlen zur Naturalisation in den Niederlanden.
Aufgrund der strikten Vorprüfung wurden 1955–1964 nur etwa zwei Prozent der Einbürgerungsanträge abgelehnt. Zu dieser Zeit stellten Deutsche die größte Gruppe der Eingebürgerten. Vierzig Prozent der Frauen, die durch die Neuregelung 1965 ihre Staatsbürgerschaft wieder aufnahmen behielten zugleich die ihres Ehemanns. Deren an sich unerwünschte Doppelstaatlichkeit wurde toleriert.
Zum Höhepunkt der liberalen Auslegung der Integrationsregeln 1975–1984 stieg die Zahl der Einbürgerungen: 1976 waren es 4201, 1984 13179, wobei der Höhepunkt 1982 war als 19728 Neubürger, vor allem aus Surinam, aufgenommen wurden. Kaum einbürgerungswillig zeigten sich die Angehörigen der wichtigsten Gastarbeiternationen: nur 975 Türken bzw. 516 Marokkaner ließen sich in diesen zehn Jahren insgesamt einbürgern. Der Jahresdurchschnitt für die gesamten 1980er war 19000.
In den frühen 1990ern als Doppelstaatlichkeit fast uneingeschränkt toleriert wurde entwickelten sich die Zahlen schnell nach oben: 1993 ca. 40000, 1994 ca. 28000, 1995 fast 70000 und im Folgejahr 78731. Vor allem Türken nutzten das Fenster, da die Beibehaltung ihnen ermöglicht familiären Landbesitz im Herkunftsland zu behalten. Es folgte dann mit der Wiedereinführung der Doppelstaatlerbegrenzung ein rapides Absinken auf ø 57000 in den Jahren 1997–99.
2000–2002 ließen sich jährlich etwa 40–45000 Ausländer einbürgern. Nachdem 2003 der Sprachtest eingeführt wurde, fiel die Zahl und lag bis 2007 nur noch knapp über 20000.
Die seit 2003 neu geltenden Optionsmöglichkeiten für Ausländerkinder der zweiten Generation nutzten 2004-6 6922 Personen. Zusammen mit ihren Eltern eingebürgert wurden im gleichen Zeitraum 20104 Minderjährige.
Im Jahr 2015 haben 22102 Menschen durch Naturalisation die niederländische Staatsangehörigkeit erworben. Das waren fast 5000 weniger als im Jahr zuvor. Im Vergleich zu 2014 wurden weniger Türken, Marokkaner und Menschen aus Flüchtlingsländern wie Afghanistan, Irak und Iran eingebürgert. Etwa 1700 der Eingebürgerten waren marokkanische Staatsbürger, 900 waren Türken, 900 ehemalige Sowjetbürger, 900 Iraker und 700 Chinesen. Die Chinesen waren eine der wenigen Gruppen mit einer Zunahme im Vergleich zum Vorjahr. Von einem Drittel der eingebürgerten Personen war ihre frühere Staatsangehörigkeit nicht bekannt.
In Curaçao wurden in den 2010ern jährlich um die einhundert Personen eingebürgert.